# Phacelia minor
Phacelia minor là loài thực vật có hoa trong họ Mồ hôi. Loài này được (Harv.) Thell. ex Zimm. miêu tả khoa học đầu tiên năm 1914.